# ATT Unix PC
ATT Unix PC (Unix PC) је био професионални рачунар фирме ATT који је почео да се производи у САД од 1985. године.
Користио је Motorola MC68010 (16-битна магистрала, 32-битна процесорска магистрала) са посебном меморијском контролном јединицом као микропроцесор. RAM меморија рачунара је имала капацитет од 512 KB / 1 MB / 2 MB / 4 MB. 
Као оперативни систем кориштен је AT&T Unix v3.51, Unix базиран на System V r2 са додацима од BSD 4.1, BSD 4.2, SysV r3 и Convergent Technologies.

## Детаљни подаци
Детаљнији подаци о рачунару Unix PC су дати у табели испод.
|                       | |
| [ 1 ]                 | |
| Произвођач            | |
| Тип                   | професионални рачунар                                                                               |
| Меморија              | 512 / 1 / 2 / 4 MB                                                                                  |
| Поријекло             | Сједињене Америчке Државе                                                                           |
| Година                | 1985                                                                                                |
| Тастатура             | одвојива, 103-тастера QWERTY                                                                        |
| Процесор              | (16-битна магистрала, 32-битна процесорска магистрала) са посебном меморијском контролном јединицом |
| Фреквенција процесора | 10                                                                                                  |
| RAM                   | 512 / 1 / 2 / 4 MB                                                                                  |
| ROM                   | 16 EPROM са Boot Strap, дијагностиком итд..                                                         |
| Текст                 | 80 стубова x 29 линија                                                                              |
| Графика               | 348 x 720 на уграђеном 12-инчном монитору                                                           |
| Боја                  | зелено и црно, једна боја                                                                           |
| Звук                  | мали звучник                                                                                        |
| Димензије             | непознато                                                                                           |
| Портови               | |
| Оперативни систем     | базиран на са додацима од и                                                                         |